# Rachel Talalay
Rachel Talalay (ur. 16 lipca 1958 w Chicago) – amerykańska reżyser i producent filmowa oraz telewizyjna. Zdobywczyni dwóch nagród Leo, nominowana także do Independent Spirit Award oraz nagrody BAFTA.

## Filmografia

### Reżyseria
- Freddy nie żyje: Koniec koszmaru (Freddy’s Dead: The Final Nightmare lub A Nightmare on Elm Street 6: Freddy’s Dead, 1991)
- Elektroniczna zjawa (Ghost in the Machine, 1993)
- Tank Girl (1995)
- Ally McBeal (1999–2002) (serial TV)
- Boston Public (2000) (serial TV)
- Jordan w akcji (Crossing Jordan, 2002) (serial TV)
- Bez śladu (Without a Trace, 2002) (serial TV)
- O czym szumią wierzby (The Wind in the Willows, 2006)
- Doktor Who (odcinki Ciemna woda / Śmierć w niebie oraz Heaven Sent / Hell Bent)

### Produkcja
- Koszmar z ulicy Wiązów III: Wojownicy snów (A Nightmare on Elm Street 3: Dream Warriors, 1987, produkcja pomocnicza)
- Lakier do włosów (Hairspray, 1988)
- Koszmar z ulicy Wiązów IV: Władca snów (A Nightmare on Elm Street 4: The Dream Master, 1988)
- Beksa (Cry-Baby, 1990)
- Pożyczalscy (The Borrowers, 1997)
- Dotyk zła (Touching Evil, 2004) (serial TV)